# Mountain Lodge

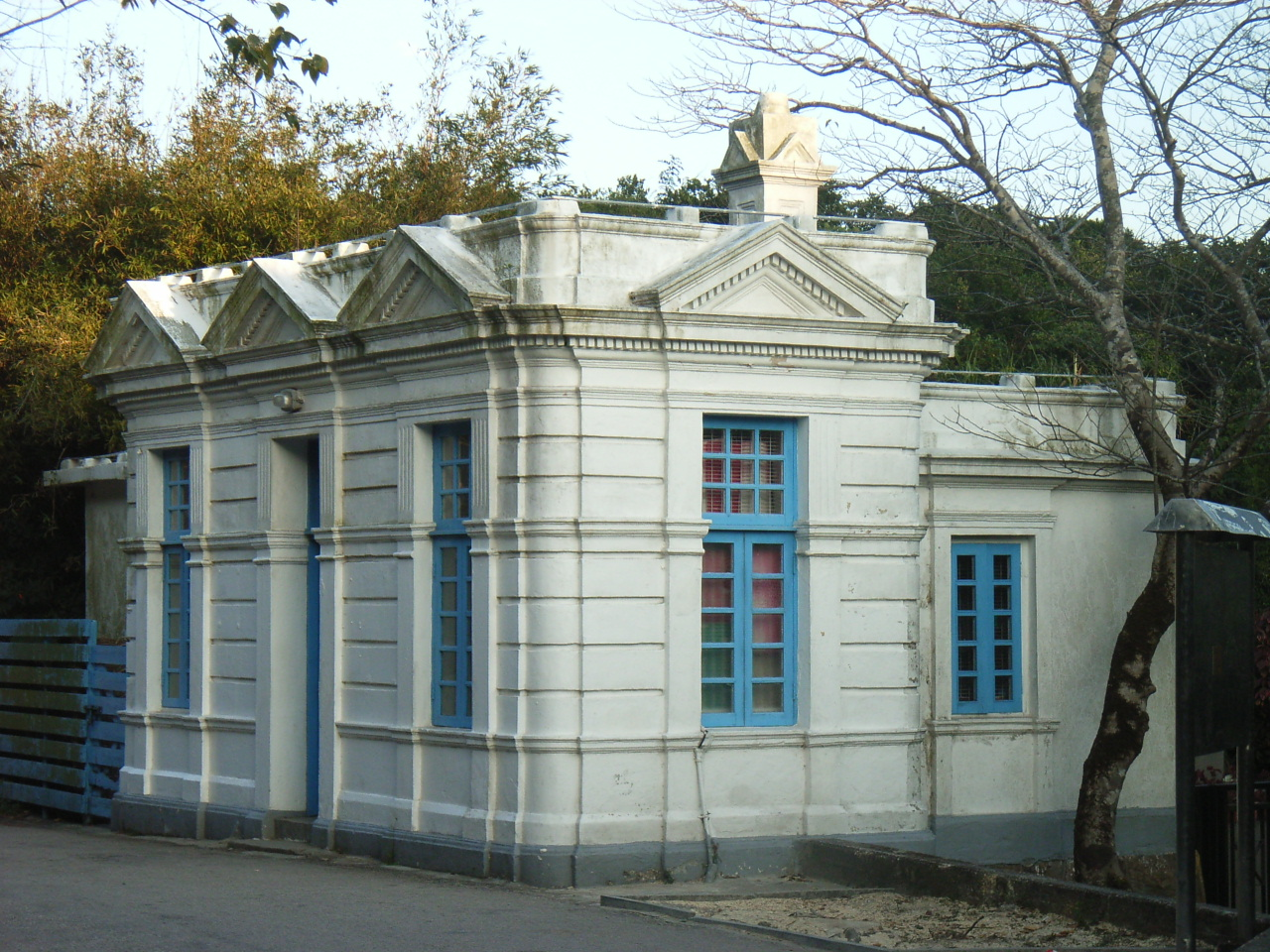
Aspecto actual do Gate Lodge, única estrutura restante do complexo de Mountain Lodge.

Mountain Lodge foi um palácio governamental de Hong Kong que serviu de residência de verão ao Governador de Hong Kong. Erguia-se no Victoria Peak, na Ilha de Hong Kong. Foi demolido em 1946 e o sítio faz agora parte do parque público Victoria Peak Garden. Tudo o que resta do complexo é o Gate Lodge, um pequeno pavilhão que servia de alojamento ao cuidador da residência oficial.

## História

### Sanatório
Em Dezembro de 1859, o Governador Hercules Robinson (1859-1865) tinha um atalho entre a actual Robinson Road e o topo de Victoria Peak.  
As autoridades militares inauguraram, na primavera de 1862, um bem construído sanatório no planalto por baixo da bandeira pessoal e enviou para lá 17 pacientes. No entanto, os pacientes, tal como aconteceu nesse ano no resto de Hong Kong, não melhoraram, pelo que o sanatório foi abandonado pelos militares.
Olugar foi, então, usado para picnics até 1867.
Granville e Matilda Sharp (de quem o Matilda Hospital recebeu o nome) que desde há muito defendia o pico (Peak) como uma alternativa mais saudável em relação aos níveis mais baixos, tomou de renda o sanatório deserto.

### O primeiro Mountain Lodge
Em 1867, o Governador MacDonnell (1866-1872) obteve o sítio das Autoridades Militares e foram feitos arranjos para que se pudesse construir um bangaló para uso do próprio Governador. Este tinha notado que, no verão, a temperatura era 14°F inferior em relação ao Distrito Central.
Existiam três edifícios principais no primeiro Mountain Lodge. O próprio pavilhão (Lodge), ficava virado para o Pok Fu Lam (uma das áreas residenciais de Hong Kong) num dos lados e para o relvado no outro. Dois edifícios mais pequenos, mais parecidos com grandes cabanas em estilo europeu, enfrentavam o relvado, ficando com as traseiras viradas para o lado da colina. 
Em 1874, um forte tufão danificou Mountain Lodge. O juiz James Russell, Chefe de Justiça do Supremo Tribunal de Hong Kong, apelou para um arrendamento da propriedade em 1875, mas tal não foi concedido.
O Governador Hennessy (1877-1882) envolveu-se numa luta de guarda-chuvas com um juiz em Mountain Lodge, e perdeu. 
Sir William H. Marsh foi Secretário Colonial e, depois, Governador em exercício, entre 1879 e 1886. A sua esposa, Mrs. Marsh, anunciava "em casa" no Mountain Lodge.
Em 1892, um outro tufão causou algum dano .

### O segundo Mountain Lodge
Um segundo "Mountain Lodge" foi desenhado, em 1892, por Francis Cooper, o Director de Obras Públicas. No entanto, quando Sir Henry Arthur Blake se tornou Governador, não gostou das propostas. Por outrop lado, nomeou Palmer & Turner para a criação dum outro desenho. Este segundo desenho foi concebido ao estilo dos pavilhões escoceses e construído entre 1900 e 1902. O edifício foi descrito pelos meios de comunicação social como o mais imponente e belo elemento arquitectónico do parque.
O Governador Sir Francis Henry May e Lady May usaram o palácio extensamente, existindo várias fotografias da sua família com imagens da vida quotidiana em Mountain Lodge entre 1910 e 1920. O relvado que aparece nessas fotografias em frente do palácio é agora o parque de estacionamento foi parque público Victoria Peak Garden, enquanto o relvado do nível mais baixo à esquerda corresponde à localização do primeiro Mountain Lodge.

#### O Gate Lodge

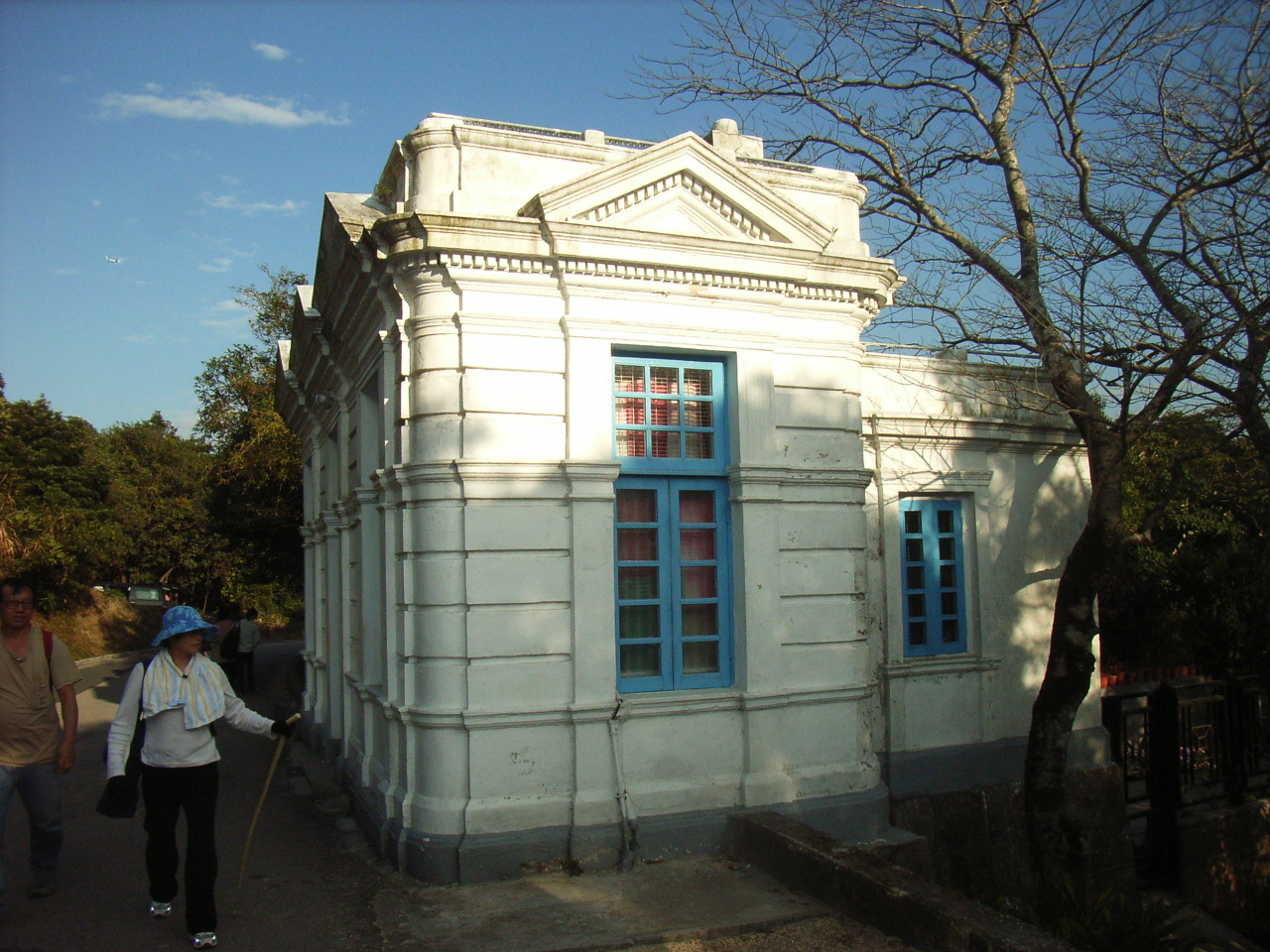
Vista lateral do Gate Lodge.

O Gate Lodge foi construído, entre 1900 e 1902, como um edifício de apoio ao Mountain Lodge, servindo como aposento ao cuidador daquela residência oficial. Localiza-se na Mount Austin Road e é, desde a demolição do edifício principal, em 1946, a única estrutura que resta do antigo complexo. Apesar das suas origens, esta pequena casa não é usada como residência oficial. 
O pavilhão, em estilo renascentista, foi declarado com monumento em 1995. Actualmente, está preservado e é usado como sítio oficial do Departamento dos Serviços Culturais e de Lazer.
Com os objectivos de dar um uso significativo ao edifício e potenciar o seu legado histórico, o Arquitecto Governamental Raymond Fung afirmou que este seria usado como galeria pública. Segundo as suas palavras: 
"O que nós vamos fazer é abrir este portão (gate), para que vocês possam entrar neste espaço de 100 pés quadrados (9,3 m²) dentro do qual iremos por fotografias e descrições sobre a história de Victoria City e também de Hong Kong em geral, dando desta forma informação da nossa história aos visitantes".

### De 1920 à destruição
Sir Cecil Clementi teve o palácio renovado para seu uso em 1925, tendo uma pequena caixa-forte incluida .
Em 1932, foi proposto que o Governador tivesse uma casa em Fan Ling e foram feitos, então, planos para abandonar Mountain Lodge. 
Em 1938, foi proposto que tanto a Government House como o Mountain Lodge fossem abandonados e que fosse construída uma única casa em Magazine Gap, mas entretanto deu-se a Segunda Guerra Mundial.
Em 1946, o edifício principal do complexo foi demolido, restanto apenas o Gate Lodge e as fundações de granito.
O lugar, no seu conjunto, foi aberto ao público como um parque, o actual Victoria Peak Garden. O pavilhão existente do parque foi construído sobre a plataforma de alvenaria do antigo Mountain Lodge.
Em 1978, foram descobertas três pedras de marcação idênticas para o pavilhão; desde então, uma delas tem estado colocada no canto nordeste dos antigos campos do palácio. Uma das três pedras da Governors Residence está erguida, desde 1980, num canteiro junto à Government House, nos Mid-levels.

## Descoberta arqueológica de 2007
Durante o projecto de melhoria do Peak, em Janeiro de 2007, pedaços de parede, telhas e vários degraus de granito in situ abaixo do solo foram encontrados no lugar do antigo Mountain Lodge na fase de verificações de pré-construção. Foi confirmado que se tratavam de telhas e degraus originais do segundo Mountain Lodge. É possível ver online fotos que mostram as telhas e os degraus originais .